# فيروس قوباء الموالح
قوبة الموالح أو مرض قوباء الحمضيات مرض فيروسي ينتشر في اشجار الموالح ويسبب خسائر فادحة في المحصول تظهر أعراض المرض أولا علي الأوراق الحديثة علي هيئة بقع صفراء باهته، وتصبح العروق الصغار شفافة، ولا تلبث هذه الراهض أن تختفي بعد بضعة أيام ثو تظهر بثرات صغار علي الساق في أجزاء محصورة من القلف القديم ثم يزداد حتي تشمل في بعض الأحيان جانبا كبيرا من قلف الشجرة الذي ينفصل ويسقط ويتلون الخشب الموجود تحت هذه القشور بلون بني، وأحيانا تتكون من تأدية وظيفتها فتتدهور الشجرة ويقل إثمارها وتبور اقتصاديا ويعالج المرض يتحسين نمو الأشجار المصابة لتشتد مقاومتها علي أنه في حالة الإصابة الخفيفة يمكن إزالة الجزء المصاب بكشط القلف بسكين لإزالة الأنسجة الملوثة، ثم طلاء الكشط بمادة مطهرة مثل القطران ، ثم جمع المتخلفات وحرقها.